# Live At Hammersmith
Live at Hammersmith es el primer álbum en vivo de la banda Twisted Sister lanzado en 1994.
Este trabajo de archivo recoge la actuación del grupo en el Hammersmith Odeon de Londres, del 15 de junio de 1984; fue lanzado como CD doble por CMC International en Estados Unidos y SPV y Spitfire en Europa.

## Lista de canciones
CD uno
1. What You Don't Know (Sure Can Hurt You) - 4:52
2. The Kids Are Back - 2:47
3. Stay Hungry - 5:10
4. Destroyer - 4:11
5. We're Not Gonna Take It - 3:20
6. You Can't Stop Rock 'n' Roll - 7:24
7. Knife in the Back - 2:50
8. Shoot 'em Down - 3:20
9. Under the Blade - 4:35

CD dos
1. Burn in Hell - 5:52
2. I Am, I'm Me - 5:25
3. I Wanna Rock - 13:10
4. S.M.F. - 7:27
5. We're Gonna Make It - 4:16
6. Jailhouse Rock - 3:56
7. Train Kept a-Rollin' - 9:30

## Personal
- Dee Snider - voz
- Mark Mendoza - bajo
- Jay Jay French - guitarra
- Eddie Ojeda - guitarra
- A.J. Pero - batería
- Tony Petri - batería en "Jailhouse Rock" & "Train Kept a-Rollin'"